# 2. ŽNL Osječko-baranjska NS Beli Manastir 2015./16.
Ligu je osvojio NK Hajduk Popovac i u kvalifikacijama za 1. ŽNL Osječko-baranjsku izborio plasman u viši rang. Iz lige je u 3. ŽNL Osječko-baranjsku ispao NK Luč.

## Tablica
| Mj. | Klub                             | Sus. | Pobj. | Ner. | Por. | GR.    | Bod. |
| --- | -------------------------------- | ---- | ----- | ---- | ---- | ------ | ---- |
| 1.  | NK Hajduk Popovac                | 26   | 25    | 1    | 0    | 101:18 | 76   |
| 2.  | NK Polet Karanac                 | 26   | 17    | 4    | 5    | 79:34  | 55   |
| 3.  | NK Baranja Belje Beli Manastir   | 26   | 17    | 3    | 6    | 77:32  | 54   |
| 4.  | NK Ribar Kopačevo                | 26   | 15    | 4    | 7    | 53:34  | 49   |
| 5.  | NK Grabovac                      | 26   | 14    | 2    | 10   | 55:34  | 44   |
| 6.  | NK Petlovac                      | 26   | 12    | 4    | 10   | 54:47  | 40   |
| 7.  | NK Šokadija Duboševica           | 26   | 11    | 4    | 11   | 58:43  | 37   |
| 8.  | NK Mladost Draž                  | 26   | 10    | 3    | 13   | 74:59  | 33   |
| 9.  | NK Bratstvo Jagodnjak            | 26   | 9     | 4    | 13   | 49:51  | 31   |
| 10. | NK Belje Kneževo                 | 26   | 9     | 3    | 14   | 53:65  | 30   |
| 11. | NK Međimurec Kozarac             | 26   | 9     | 3    | 14   | 41:64  | 30   |
| 12. | NK Dinamo Baranjsko Petrovo Selo | 26   | 7     | 3    | 16   | 38:67  | 24   |
| 13. | NK Columbus 2005 Suza            | 26   | 6     | 0    | 20   | 37:99  | 18   |
| 14. | NK Luč                           | 26   | 2     | 0    | 24   | 17:139 | 6    |

## Rezultati
| NK Međimurec Kozarac - NK Luč 4:2 NK Dinamo Baranjsko Petrovo Selo - NK Bratstvo Jagodnjak 4:1 NK Šokadija Duboševica - NK Mladost Draž 3:1 NK Polet Karanac - NK Ribar Kopačevo 7:1 NK Belje Kneževo - NK Baranja-Belje Beli Manastir 1:4 NK Columbus 2005 Suza - NK Hajduk Popovac 1:5 NK Petlovac - NK Grabovac 2:0       | NK Grabovac - NK Polet Karanac 1:4 NK Ribar Kopačevo - NK Belje Kneževo 5:1 NK Mladost Draž - NK Petlovac 6:7 NK Bratstvo Jagodnjak - NK Međimurec Kozarac 3:0 NK Columbus 2005 Suza - NK Dinamo Baranjsko Petrovo Selo 3:1 NK Hajduk Popovac - NK Baranja-Belje Beli Manastir 3:2 NK Luč - NK Šokadija Duboševica 2:8    | NK Šokadija Duboševica - NK Bratstvo Jagodnjak 1:0 NK Međimurec Kozarac - NK Columbus 2005 Suza 3:1 NK Petlovac - NK Luč 4:0 NK Belje Kneževo - NK Grabovac 3:2 NK Baranja-Belje Beli Manastir - NK Ribar Kopačevo 0:1 NK Dinamo Baranjsko Petrovo Selo - NK Hajduk Popovac 0:4 NK Polet Karanac - NK Mladost Draž 3:2    |
| NK Mladost Draž - NK Belje Kneževo 7:2 NK Grabovac - NK Baranja-Belje Beli Manastir 2:4 NK Luč - NK Polet Karanac 0:6 NK Columbus 2005 Suza - NK Šokadija Duboševica 1:2 NK Dinamo Baranjsko Petrovo Selo - NK Međimurec Kozarac 1:5 NK Hajduk Popovac - NK Ribar Kopačevo 5:0 NK Bratstvo Jagodnjak - NK Petlovac 1:1       | NK Petlovac - NK Columbus 2005 Suza 2:1 NK Šokadija Duboševica - NK Dinamo Baranjsko Petrovo Selo 8:1 NK Polet Karanac - NK Bratstvo Jagodnjak 1:3 NK Baranja-Belje Beli Manastir - NK Mladost Draž 3:0 NK Ribar Kopačevo - NK Grabovac 4:0 NK Međimurec Kozarac - NK Hajduk Popovac 0:1 NK Belje Kneževo - NK Luč 8:0    | NK Luč - NK Baranja-Belje Beli Manastir 0:3 NK Mladost Draž - NK Ribar Kopačevo 1:3 NK Bratstvo Jagodnjak - NK Belje Kneževo 3:2 NK Dinamo Baranjsko Petrovo Selo - NK Petlovac 2:0 NK Međimurec Kozarac - NK Šokadija Duboševica 0:2 NK Hajduk Popovac - NK Grabovac 2:0 NK Columbus 2005 Suza - NK Polet Karanac 2:1    |
| NK Polet Karanac - NK Dinamo Baranjsko Petrovo Selo 6:1 NK Petlovac - NK Međimurec Kozarac 3:3 NK Belje Kneževo - NK Columbus 2005 Suza 6:2 NK Ribar Kopačevo - NK Luč 3:0 NK Grabovac - NK Mladost Draž 3:0 NK Šokadija Duboševica - NK Hajduk Popovac 0:3 NK Baranja-Belje Beli Manastir - NK Bratstvo Jagodnjak 1:0       | NK Bratstvo Jagodnjak - NK Ribar Kopačevo 0:0 NK Luč - NK Grabovac 0:4 NK Columbus 2005 Suza - NK Baranja-Belje Beli Manastir 0:2 NK Međimurec Kozarac - NK Polet Karanac 0:0 NK Šokadija Duboševica - NK Petlovac 1:2 NK Hajduk Popovac - NK Mladost Draž 6:2 NK Dinamo Baranjsko Petrovo Selo - NK Belje Kneževo 0:0    | NK Belje Kneževo - NK Međimurec Kozarac 2:0 NK Polet Karanac - NK Šokadija Duboševica 4:0 NK Baranja-Belje Beli Manastir - NK Dinamo Baranjsko Petrovo Selo 5:1 NK Grabovac - NK Bratstvo Jagodnjak 2:0 NK Mladost Draž - NK Luč 16:0 NK Petlovac - NK Hajduk Popovac 0:4 NK Ribar Kopačevo - NK Columbus 2005 Suza 2:0   |
| NK Columbus 2005 Suza - NK Grabovac 1:3 NK Bratstvo Jagodnjak - NK Mladost Draž 1:2 NK Dinamo Baranjsko Petrovo Selo - NK Ribar Kopačevo 2:1 NK Šokadija Duboševica - NK Belje Kneževo 1:1 NK Petlovac - NK Polet Karanac 1:3 NK Hajduk Popovac - NK Luč 4:0 NK Međimurec Kozarac - NK Baranja-Belje Beli Manastir 3:0       | NK Baranja-Belje Beli Manastir - NK Šokadija Duboševica 0:1 NK Belje Kneževo - NK Petlovac 3:0 NK Ribar Kopačevo - NK Međimurec Kozarac 3:0 NK Mladost Draž - NK Columbus 2005 Suza 3:2 NK Luč - NK Bratstvo Jagodnjak 0:5 NK Polet Karanac - NK Hajduk Popovac 2:3 NK Grabovac - NK Dinamo Baranjsko Petrovo Selo 2:1    | NK Dinamo Baranjsko Petrovo Selo - NK Mladost Draž 0:3 NK Columbus 2005 Suza - NK Luč 3:0 NK Međimurec Kozarac - NK Grabovac 1:1 NK Petlovac - NK Baranja-Belje Beli Manastir 0:0 NK Polet Karanac - NK Belje Kneževo 4:3 NK Hajduk Popovac - NK Bratstvo Jagodnjak 2:0 NK Šokadija Duboševica - NK Ribar Kopačevo 2:1    |
| NK Ribar Kopačevo - NK Petlovac 1:0 NK Baranja-Belje Beli Manastir - NK Polet Karanac 5:6 NK Grabovac - NK Šokadija Duboševica 1:0 NK Luč - NK Dinamo Baranjsko Petrovo Selo 1:4 NK Bratstvo Jagodnjak - NK Columbus 2005 Suza 0:1 NK Belje Kneževo - NK Hajduk Popovac 1:6 NK Mladost Draž - NK Međimurec Kozarac 5:1       | NK Luč - NK Međimurec Kozarac 0:3 NK Bratstvo Jagodnjak - NK Dinamo Baranjsko Petrovo Selo 3:1 NK Mladost Draž - NK Šokadija Duboševica 1:1 NK Ribar Kopačevo - NK Polet Karanac 1:1 NK Baranja-Belje Beli Manastir - NK Belje Kneževo 2:1 NK Hajduk Popovac - NK Columbus 2005 Suza 9:0 NK Grabovac - NK Petlovac 1:0    | NK Međimurec Kozarac - NK Bratstvo Jagodnjak 3:1 NK Baranja-Belje Beli Manastir - NK Hajduk Popovac 1:1 ↓1 NK Šokadija Duboševica - NK Luč 9:0 NK Dinamo Baranjsko Petrovo Selo - NK Columbus 2005 Suza 3:2 NK Belje Kneževo - NK Ribar Kopačevo 0:0 NK Polet Karanac - NK Grabovac 0:1 NK Petlovac - NK Mladost Draž 1:3 |
| NK Bratstvo Jagodnjak - NK Šokadija Duboševica 4:2 NK Columbus 2005 Suza - NK Međimurec Kozarac 4:2 NK Luč - NK Petlovac 0:2 NK Grabovac - NK Belje Kneževo 3:1 NK Ribar Kopačevo - NK Baranja-Belje Beli Manastir 0:0 NK Hajduk Popovac - NK Dinamo Baranjsko Petrovo Selo 3:1 NK Mladost Draž - NK Polet Karanac 2:2       | NK Belje Kneževo - NK Mladost Draž 3:2 NK Baranja-Belje Beli Manastir - NK Grabovac 1:0 NK Polet Karanac - NK Luč 5:1 NK Šokadija Duboševica - NK Columbus 2005 Suza 5:2 NK Međimurec Kozarac - NK Dinamo Baranjsko Petrovo Selo 3:1 NK Ribar Kopačevo - NK Hajduk Popovac 0:3 NK Petlovac - NK Bratstvo Jagodnjak 4:2    | NK Columbus 2005 Suza - NK Petlovac 0:5 NK Dinamo Baranjsko Petrovo Selo - NK Šokadija Duboševica 0:0 NK Bratstvo Jagodnjak - NK Polet Karanac 2:2 NK Mladost Draž - NK Baranja-Belje Beli Manastir 1:2 NK Grabovac - NK Ribar Kopačevo 1:3 NK Hajduk Popovac - NK Međimurec Kozarac 2:1 NK Luč - NK Belje Kneževo 0:3    |
| NK Baranja-Belje Beli Manastir - NK Luč 10:1 NK Ribar Kopačevo - NK Mladost Draž 3:0 NK Belje Kneževo - NK Bratstvo Jagodnjak 0:2 NK Petlovac - NK Dinamo Baranjsko Petrovo Selo 1:0 NK Šokadija Duboševica - NK Međimurec Kozarac 5:0 NK Grabovac - NK Hajduk Popovac 0:3 NK Polet Karanac - NK Columbus 2005 Suza 5:1      | NK Dinamo Baranjsko Petrovo Selo - NK Polet Karanac 0:1 NK Međimurec Kozarac - NK Petlovac 1:3 NK Columbus 2005 Suza - NK Belje Kneževo 0:4 NK Luč - NK Ribar Kopačevo 0:3 NK Mladost Draž - NK Grabovac 2:0 NK Hajduk Popovac - NK Šokadija Duboševica 1:0 NK Bratstvo Jagodnjak - NK Baranja-Belje Beli Manastir 0:0    | NK Ribar Kopačevo - NK Bratstvo Jagodnjak 1:2 NK Grabovac - NK Luč 10:0 NK Baranja-Belje Beli Manastir - NK Columbus 2005 Suza 12:2 NK Polet Karanac - NK Međimurec Kozarac 5:1 NK Petlovac - NK Šokadija Duboševica 3:3 NK Mladost Draž - NK Hajduk Popovac 2:4 NK Belje Kneževo - NK Dinamo Baranjsko Petrovo Selo 2:3  |
| NK Međimurec Kozarac - NK Belje Kneževo 2:3 NK Šokadija Duboševica - NK Polet Karanac 0:4 NK Dinamo Baranjsko Petrovo Selo - NK Baranja-Belje Beli Manastir 0:3 ↓2 NK Bratstvo Jagodnjak - NK Grabovac 0:0 NK Luč - NK Mladost Draž 3:0 NK Hajduk Popovac - NK Petlovac 4:0 NK Columbus 2005 Suza - NK Ribar Kopačevo 0:2 ↓2 | NK Grabovac - NK Columbus 2005 Suza 8:0 NK Mladost Draž - NK Bratstvo Jagodnjak 3:2 ↓3 NK Ribar Kopačevo - NK Dinamo Baranjsko Petrovo Selo 4:2 NK Belje Kneževo - NK Šokadija Duboševica 2:1 NK Polet Karanac - NK Petlovac 3:2 NK Luč - NK Hajduk Popovac 0:8 NK Baranja-Belje Beli Manastir - NK Međimurec Kozarac 6:2 | NK Šokadija Duboševica - NK Baranja-Belje Beli Manastir 2:3 NK Petlovac - NK Belje Kneževo 3:0 NK Međimurec Kozarac - NK Ribar Kopačevo 0:5 NK Columbus 2005 Suza - NK Mladost Draž 0:7 NK Bratstvo Jagodnjak - NK Luč 6:3 NK Hajduk Popovac - NK Polet Karanac 1:0 NK Dinamo Baranjsko Petrovo Selo - NK Grabovac 1:3    |
| NK Mladost Draž - NK Dinamo Baranjsko Petrovo Selo 2:2 NK Luč - NK Columbus 2005 Suza 3:2 NK Grabovac - NK Međimurec Kozarac 5:0 NK Baranja-Belje Beli Manastir - NK Petlovac 3:1 NK Belje Kneževo - NK Polet Karanac 0:2 NK Bratstvo Jagodnjak - NK Hajduk Popovac 3:4 NK Ribar Kopačevo - NK Šokadija Duboševica 4:0       | NK Petlovac - NK Ribar Kopačevo 7:2 NK Polet Karanac - NK Baranja-Belje Beli Manastir 2:0 NK Šokadija Duboševica - NK Grabovac 1:2 NK Dinamo Baranjsko Petrovo Selo - NK Luč 6:1 NK Columbus 2005 Suza - NK Bratstvo Jagodnjak 6:4 NK Hajduk Popovac - NK Belje Kneževo 10:2 NK Međimurec Kozarac - NK Mladost Draž 2:1   | |

## Kvalifikacije za 1. ŽNL Osječko-baranjsku
5. lipnja 2016.: NK Hajduk Popovac - NK Vitez '92 Antunovac 4:1
10. lipnja 2016.: NK Vitez '92 Antunovac - NK Hajduk Popovac 1:1
U 1. ŽNL Osječko-baranjsku se plasirao NK Hajduk Popovac.